# خافيير وانشوب
خافيير وانشوب (بالإسبانية: Javier Wanchope)‏ هو مدرب كرة قدم ولاعب كرة قدم كوستاريكي في مركز الهجوم، ولد في 10 أغسطس 1968 في سان خوسيه في كوستاريكا. شارك مع منتخب كوستاريكا لكرة القدم. أما مع النوادي، فقد لعب مع ديبورتيفو سابريسا وديفينسور سبورتينغ وناسيونال مونتيفيديو.

## وصلات خارجية
- خافيير وانشوب على موقع الاتحاد الدولي (مؤرشف)  (الإنجليزية)
- خافيير وانشوب على موقع قاعدة بيانات كرة القدم.إي يو (الإنجليزية)
- خافيير وانشوب على موقع ناشيونال فوتبول تيمز (الإنجليزية)